# Kurpie Dworskie
Kurpie Dworskie – wieś w Polsce położona w województwie mazowieckim, w powiecie ostrołęckim, w gminie Troszyn.
Wieś wchodzi w skład sołectwa Kurpie Szlacheckie.
Wierni Kościoła rzymskokatolickiego należą do parafii św. Bartłomieja Apostoła w Troszynie.

## Historia
W latach 1921–1939 wieś leżała w województwie białostockim, w powiecie ostrołęckim, w gminie Troszyn.
Według Powszechnego Spisu Ludności z 1921 roku wieś zamieszkiwało 95 osób w 18 budynkach mieszkalnych. Miejscowość należała do parafii rzymskokatolickiej w Troszynie. Podlegała pod Sąd Grodzki w Ostrołęce i Okręgowy w Łomży; właściwy urząd pocztowy mieścił się w Troszynie.
Na północ od wsi znajduje się stacja Kurpie. Zamieszkiwało ją 21 osób w 2 budynkach mieszkalnych.
W wyniku agresji niemieckiej we wrześniu 1939 wieś znalazła się pod okupacją niemiecką. Od 17 września 1939 Kurpie znajdowały się pod jurysdykcją sowiecką (pakt Ribbentrop-Mołotow). Pod okupacją niemiecką Kurpie znajdowały się ponownie w latach 1941 (czerwiec) do 1945 roku.
W latach 1975–1998 miejscowość administracyjnie należała do województwa ostrołęckiego.